# Spalax golani
Spalax golani és una espècie de rata talp cega de la família dels espalàcids. Es tracta d'un rosegador subterrani endèmic dels Alts del Golan (sud-oest de Síria). Viu en zones plujoses i de sòl compacte, cosa que limita la permeabilitat dels gasos i fa que S. golani hagi de viure en condicions d'hipòxia. Ha desenvolupat adaptacions per sobreviure en aquestes condicions, incloent-hi nivells elevats d'hemoglobina i hematòcrit en comparació amb S. galili. Entre altres llocs, se n'han trobat exemplars al mont Hermon i les poblacions de Quneitra i Eliad.
Estudis científics han suggerit que S. golani i S. judaei podrien ser immunes al desenvolupament de tumors.